# John Ruskin (Millais)
John Ruskin es un retrato del destacado crítico de arte victoriano John Ruskin (1819-1900). Fue pintado por el artista prerrafaelita John Everett Millais (1829–1896) durante 1853–54. John Ruskin fue uno de los primeros defensores del grupo de artistas prerrafaelitas y parte de su éxito se debió a sus esfuerzos.
La pintura muestra a Ruskin de pie frente a una cascada en Glenfinlas, Escocia. Ruskin y Millais pasaron el verano de 1853 juntos en Glenfinlas en los Trossachs. Ruskin estaba especialmente interesado en las formaciones rocosas de la zona y emprendió sus propios estudios sobre ellas.

## Creación
La pintura de Ruskin se inició en Glenfinlas, durante la cual se pintaron los detalles del paisaje. Las últimas etapas del trabajo sobre la pintura y el propio retrato se llevaron a cabo en el estudio de Millais en Londres. Para entonces, la esposa de Ruskin, Effie, se había enamorado de Millais. Dejó a Ruskin y lo demandó por la anulación del matrimonio. Ella y Millais se casaron al año siguiente.

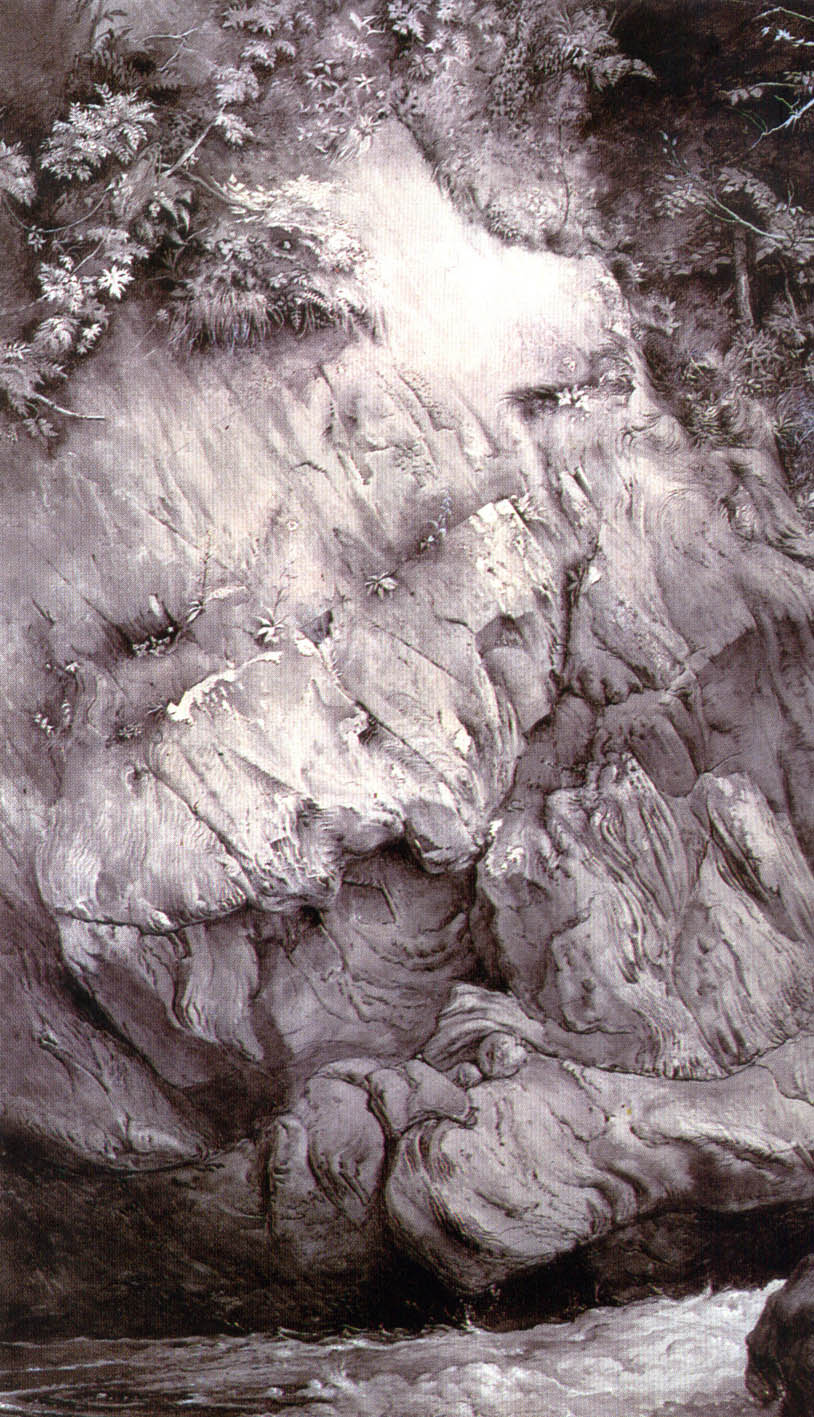
Estudio de Gneis Rock, Glenfinlas, pluma y tinta, 1853, Museo Ashmolean, Oxford.

A Millais le resultó muy difícil estar en la misma habitación que Ruskin cuando estaba completando el trabajo en Londres, y lo calificó como "la tarea más odiosa que he tenido que realizar". Tan pronto como terminó el retrato, cortó el contacto con Ruskin. El propio Ruskin movió temporalmente el retrato para que su padre no lo viera, ya que le preocupaba que lo dañara o destruyera.

## Procedencia
La pintura fue regalada por Ruskin a su amigo Henry Wentworth Acland en 1871. Este se lo dejó a su hija, la fotógrafa Sarah Angelina Acland, quien lo mantuvo en su escritorio en la casa familiar en Oxford y más tarde en su propia casa en Park Town, North Oxford, donde lo fotografió. Luego se transmitió de padres a hijos hasta que se vendió en Christie's en 1965. El comprador conservó la pintura hasta su muerte en 2012. Fue aceptado por el gobierno británico en lugar del impuesto de sucesiones en 2013 y asignado de forma permanente al Museo Ashmolean, Oxford, al que había estado prestado desde 2012 y donde permanece en exhibición desde 2013.
La pintura se ha exhibido varias veces, incluidas exposiciones sobre los prerrafaelitas en la Tate Britain de Londres, durante 1984 y 2004. Está valorado en siete millones de libras.